# Salzsee von Larnaka
Der Salzsee von Larnaka (griechisch Αλυκή Λάρνακας; türkisch Larnaka Tuz Gölü) befindet sich auf der Insel Zypern. Er ist eigentlich ein System von vier Salzseen, von denen drei miteinander verbunden sind.
Der größte der vier Seen ist der Aliki-See, danach folgt der Orphani-See, dann der Soros-See und schließlich der Spiro-See. Mit einer Gesamtoberfläche von etwa 2,2 km² ist er etwa zwei Drittel kleiner als der Limassol Salt Lake, der zweite Salzsee auf Zypern. Der See gilt als ein Wahrzeichen der Region.
Er ist einer der wenigen auf Zypern gelegenen natürlichen Seen, die salzig bzw. halbsalzig sind. Es gibt nur vier andere:
- Oroklini-See
- Athalassa-See
- Paralimni-See
- Limassol Salt Lake

## Lage
Der Salzsee von Larnaka liegt zwischen Larnaka im Norden und dem Internationalen Flughafen von Larnaka. An der Ostseite des Sees verläuft die Straße B4, die Stadt und Flughafen verbindet.

## Geschichte
Bohrungen und C14-Datierung lassen auf die Ausformung einer Lagune seit mindestens 9000 v. Chr. schließen. Durch den geschützten Zugang zum Meer entstand in der Bronzezeit im nordwestlichen Bereich des Sees der Hafen Dromolaxia-Vyzakia, der vermutlich über zwei natürliche Kanäle mit dem offenen Meer verbunden war. Erst durch verstärkte Sedimentablagerungen wurde die Lagune vom Meer abgeschnitten und der See entstand. Die Gewinnung von Salz konnte seit diesem Zeitraum nachgewiesen werden, der Salzabbau endete erst 1986.

## Ökologische Bedeutung
Der See ist nicht nur eines der wichtigsten Feuchtgebiete der gesamten Insel. Er ist für 85 verschiedene Arten von Zug-, Wasser- und Greifvögeln ein wichtiger Rast- und Brutplatz. Die ökologische Bedeutung des Sees zeigt sich allein schon daran, dass vier verschiedene Arten von Schutzgebieten auf den See angewendet werden. Neben seiner Registrierung als Feuchtgebiet nach der Konvention von Ramsar (Schutzgebiets-Nr. 1081) ist der See auch Natura-2000-Gebiet, eine International Bird Area nach den Richtlinien des Bird Life International und Teil der Barcelona-Konvention zum Schutz der mediterranen Umwelt.

## Fauna

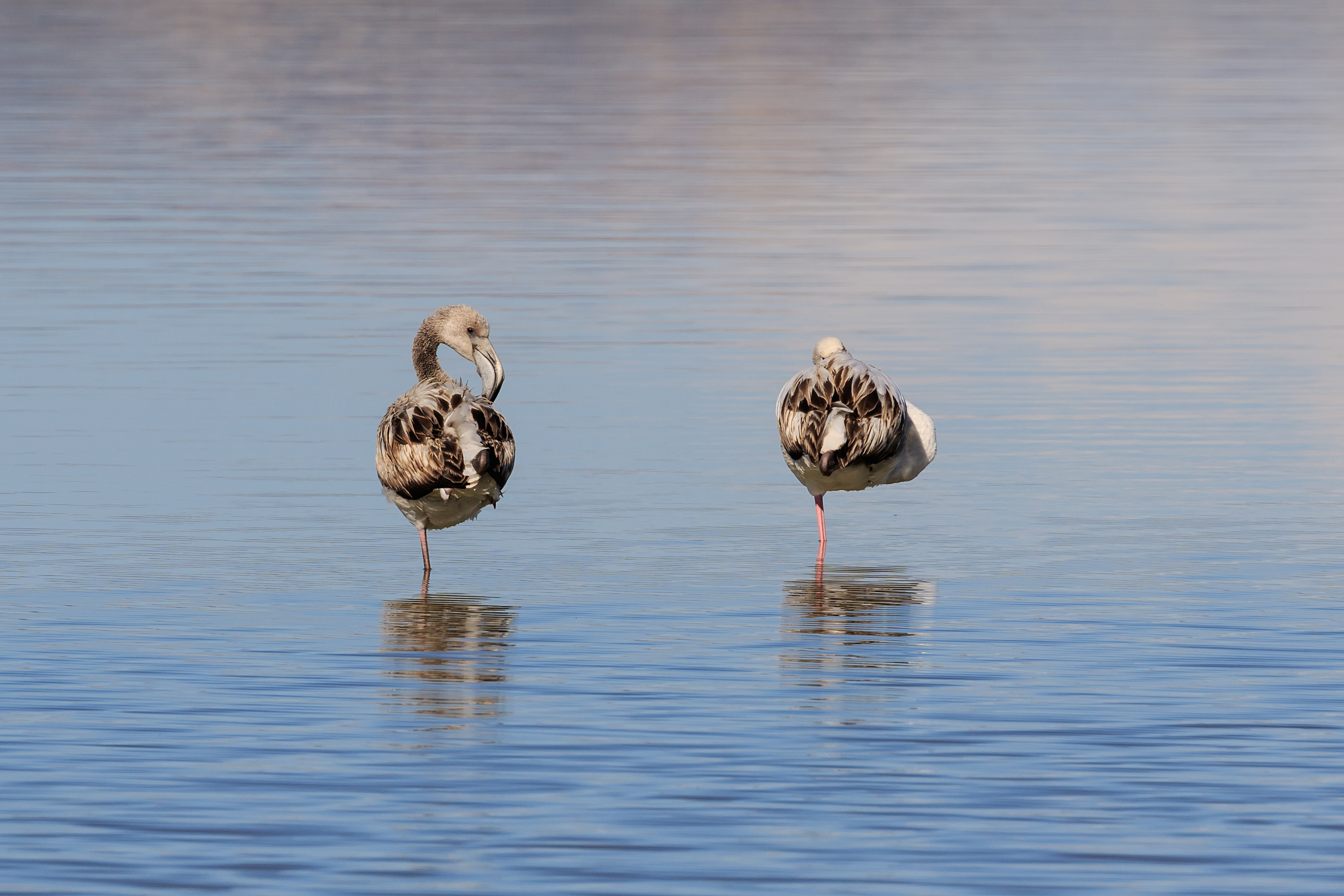
Rosaflamingos im Jugendkleid am Salzsee

An den Salzseen von Larnaca überwintern bis zu 12.000 Rosaflamingos (Phoenicopterus roseus) sowie einige hundert bis tausend Brandgänse (Tadorna tadorna). Vereinzelt wurden auch einige Exemplare der weltweit bedrohten Weißkopf-Ruderente (Oxyura leucocephala) gesichtet. Von eher regionaler Bedeutung sind Seidenreiher (Egretta garzetta), Waldrapp (Plegadis falcinellus), Kranich (Grus grus), Jungfernkranich (Grus virgo) und Halsband-Brachschwalbe (Glareola pratincola). Zu den Vogelarten, die am See brüten, gehören der Spornkiebitz (Vanellus spinosus), Stelzenläufer (Himantopus himantopus) und Seeregenpfeifer (Charadrius alexandrinus).

## Flora
Rund um die Salzseen von Larnaca gibt es viele ausgedehnte Salzwiesen, vor allem im Osten und Süden der Seen, wo halophytische Gemeinschaften die Landschaft mit ökologisch wichtigen Lebensräumen dominieren. Viele Halophyten wie Salicornieae und Suaeda fruticosa usw. sind charakteristisch für diese Ökosysteme, die sich bis zum Meer erstrecken. In dem kleinen Wald am Westufer des Salzsees in der Nähe der Hala Sultan Tekke Moschee, aber auch in anderen Gebieten rund um die Seen, finden sich viele Orchideenarten wie das Italienische Knabenkraut (Orchis italica), Wanzen-Knabenkraut (Orchis coriophora), Spiranthes spiralis, Serapias sowie verschiedene Ragwurz-Arten wie Nabel-Ragwurz (Ophrys umbilicata), Ophrys flavomarginata, Bienen-Ragwurz (Ophrys apifera), Gelbe Ragwurz (Ophrys lutea) und Braune Ragwurz (Ophrys fusca).